# Neotoma angustapalata
Neotoma angustapalata is een zoogdier uit de familie van de Cricetidae. De wetenschappelijke naam van de soort werd voor het eerst geldig gepubliceerd door Baker in 1951.